# Kostel svatého Jakuba (Creußen)
Kostel svatého Jakuba je kostel v bavorském městě Creußen.

## Historie
Kostel byl obnoven roku 1477 po pustošících husitských válkách, které zasáhly město a okolí. Mezi léty 1510–1520 vzniklo sanktuárium situované v chóru. Roku 1567 byla kostelní věž zvýšena o jedno patro, o které věž přišla po požáru, který zachvátil město během třicetileté války v roce 1633. Avšak kostelní loď byla zkáza ohně ušetřena. K obnově věže došlo až roku 1643.
Na konci 17. století, po utichnutí válečných konfliktů, se kostel dočkal rozsáhlých oprav, které vedl markrabě Kristián Ernst Braniborsko-Baroutský. Kostelní loď byla zvýšena a před portál byla předsunuta předsíň. Markraběcí erb ve štuky zdobené kartuši se nalézá na venkovní zdi kostela. Roku 1710 došlo ke zřízení schodiště k sakristii. V letech 1868–1870 došlo k výměně tehdy barokní kazatelny za novogotickou. Kazatelna v barokním slohu se do interiéru kostela vrátila po rekonstrukci v roce 1969; další etapa rekonstrukce byla ukončena roku 2022, po níž došlo k znovuvysvěcení kostela.
V interiéru svatostánku se nacházejí fresky od Gabriela Schreyera, jež znázorňují scénu Pastýřů navštěvujících Ježíše a Nanebevstoupení Páně. Řezbářské prvky na empoře a hlavním oltáři, který navrhl roku 1686 E. Gedeler, pocházejí z dílny Eliase Räntze. Autorem štukatérských prací v kostele byl baroutský dvorní štukatér Bernhard Quadri z Lugana.
Stavitelskou zvláštností je fakt, že je kostel díky poloze ve svahu přístupný ze dvou úrovní pater, což vedlo k určitému odlišení příchozích na bohoslužby.

## Galerie

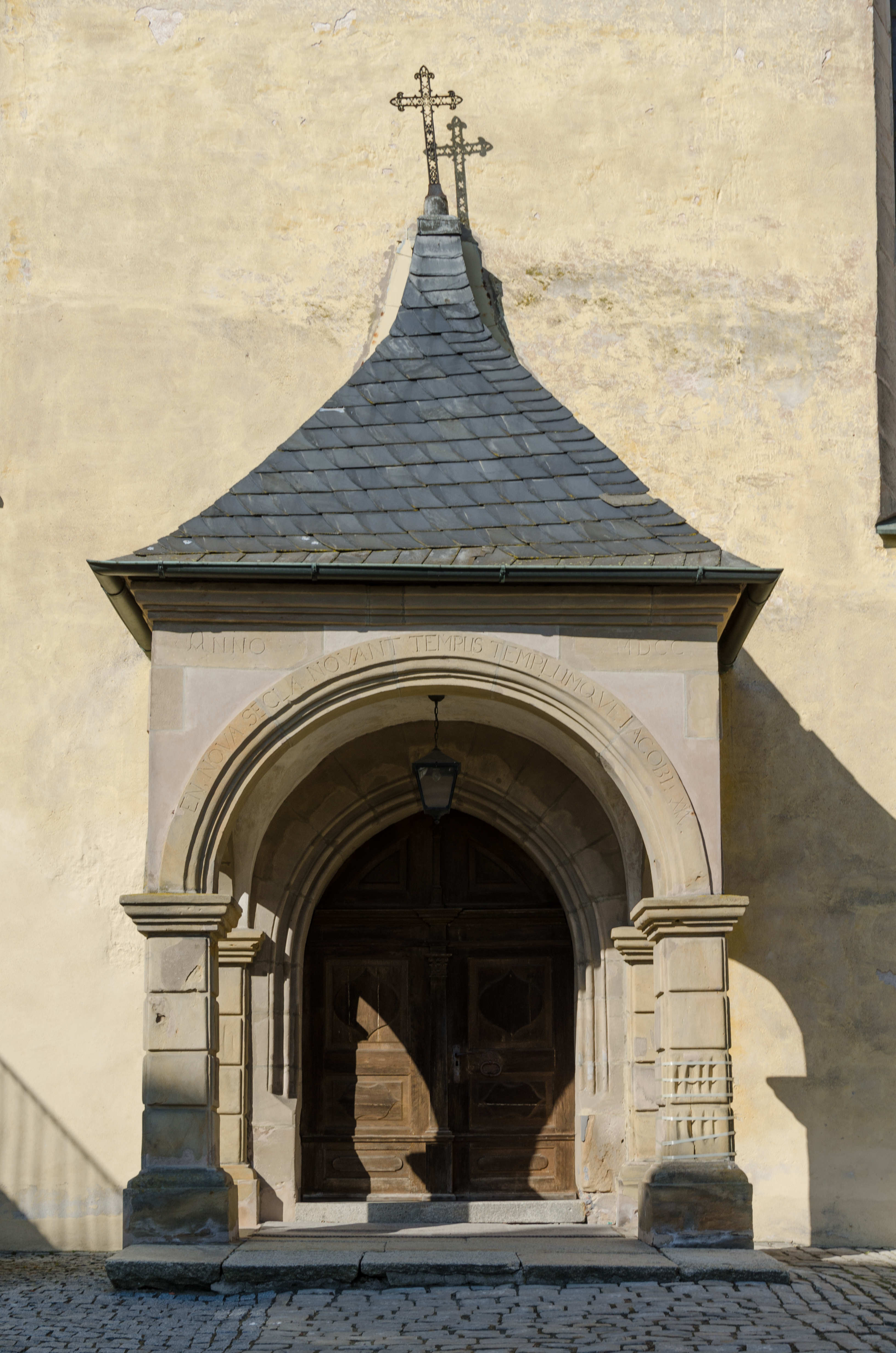
Předsunutá kostelní předsíň
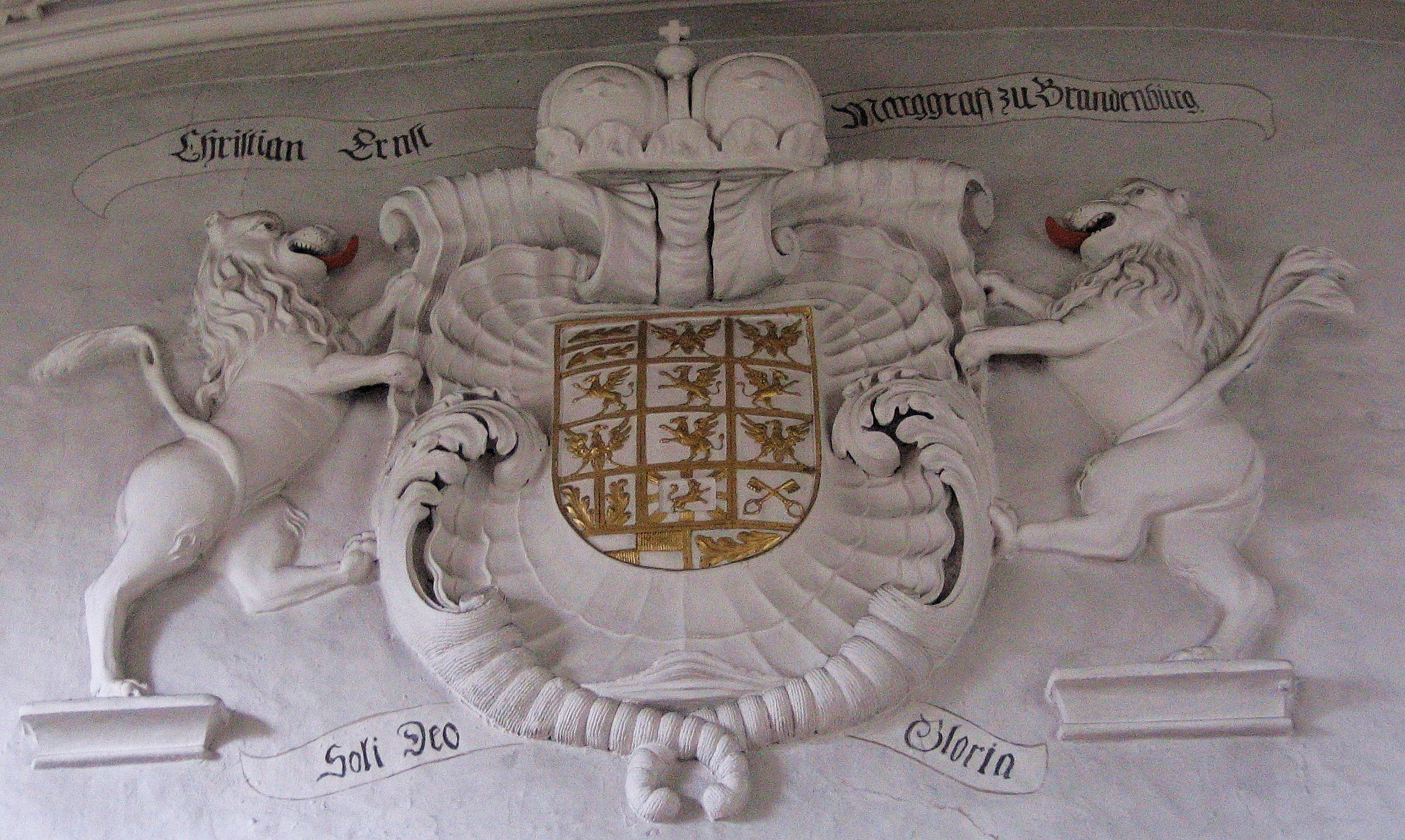
Erb markrabat z Brandenburg-Bayreuthu
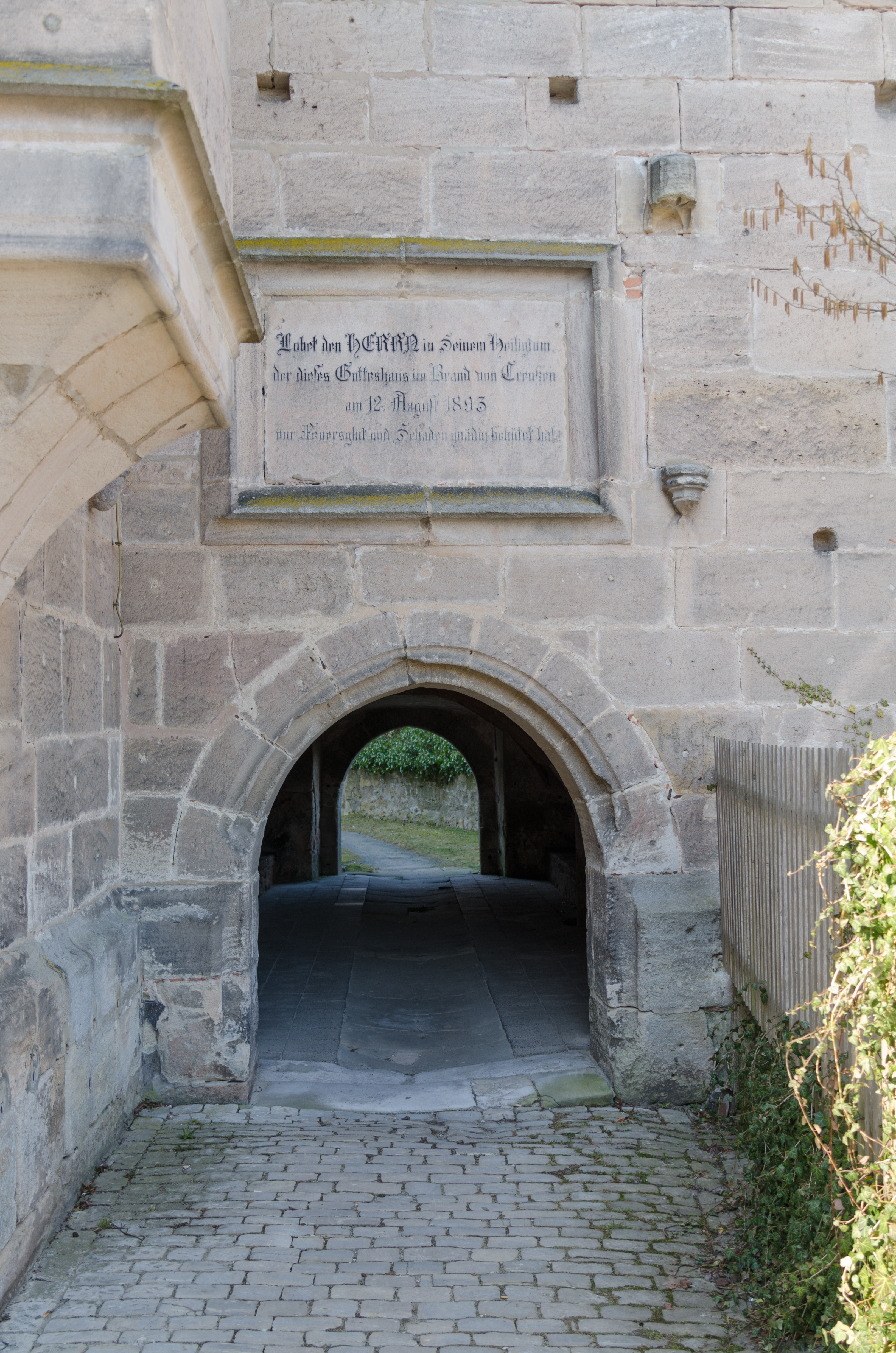
Vstup do průjezdu pod kněžištěm
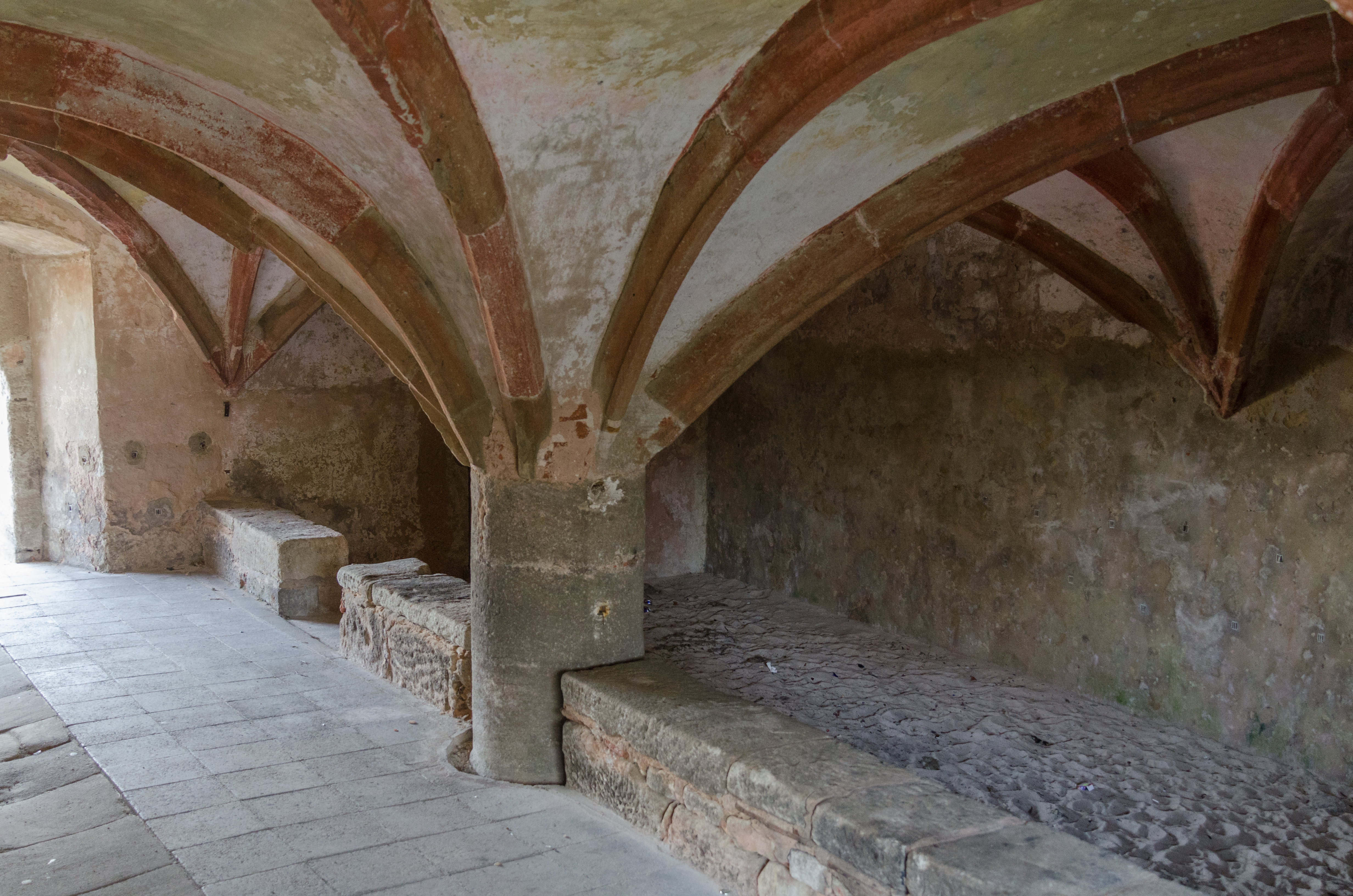
Prostor v průjezdu se žebrovou klenbou